# 証拠意見
証拠意見（しょうこいけん）とは、刑事訴訟において、当事者（検察官または被告人・弁護人）が請求した証拠に関して、相手方当事者が証拠の採用に賛成または反対の意見を述べることをいう。
以下、刑事訴訟法については条数のみ記載する。

## 概説
「検察官、被告人又は弁護人は、証拠調を請求することができる。」（法298条1項）とされる。裁判所は「証拠調又は証拠調の請求の却下は、決定でこれをしなければならない。」（刑事訴訟規則190条1項）。そして、証拠調べの「決定をするについては、証拠調の請求に基く場合には、相手方又はその弁護人の意見を、職権による場合には、検察官及び被告人又は弁護人の意見を聴かなければならない。」（刑事訴訟規則190条2項）とされ、相手方当事者が「証拠意見」を述べる必要がある。
検察官請求証拠に対しては、被告人（主に被告人の代理人である弁護人）が証拠意見を述べる必要がある。
弁護人請求証拠に対しては、検察官が証拠意見を述べる必要がある。
実務では、証拠採用に賛成する場合には「同意」「異議なし」と証拠意見を述べる。
証拠採用に反対する場合には「不同意」「異議あり」と証拠意見を述べる。
当事者が相手方の請求証拠の採用に賛成する場合にも、裁判所は、裁判における証拠採用の関連性・必要性を吟味して、証拠とするかどうかを決定する。
当事者が相手方の請求証拠の採用に反対する場合には、裁判所は、原則として証拠として採用することができない。

## 検察官請求証拠
検察官の請求する証拠（検察官請求証拠）は、「甲号証」と「乙号証」に分別して請求される。たとえば、甲第1号証・甲第2号証や、乙第1号証・乙第2号証という証拠番号が付される。
検察官は、「証拠等関係カード」という裁判所所定の様式によって、証拠の番号、証拠の標目（タイトル）、立証趣旨を記載して、証拠請求をする。
証拠等関係カードについて詳しくは、最高裁判所ウェブページ「証拠等関係カードの様式等について」と題する通達を参照。

### 検察官請求証拠に対する被告人の証拠意見
被告人（の代理人である弁護人）は、検察官請求証拠の採用に関して、各証拠ごとに、採用に賛成または反対の意見を述べる（規則190条2項）。
証拠意見を述べる主体は「被告人」である（法326条1項）。実務では、弁護人が被告人に代理して、証拠意見を述べることが多い。
証拠意見は、証拠意見書という書面の形式で提出するか、口頭で証拠意見を言うこととなる。
被告人が公訴事実を認める事件では、従前、弁護人が「すべて同意する」と口頭で証拠意見を述べることがあった。

もっとも、検察官の請求する証拠の中には、公訴事実との関連性が認められない証拠が含まれている場合があることから、現在の実務では、弁護人が、検察官の請求する証拠を吟味・厳選して、関連性が乏しい証拠に対して、証拠採用に反対する証拠意見（「不同意」または「異議あり」）を述べるべきとされる。
近年の傾向として、弁護人は、検察官請求証拠の乙号証のうち被告人の供述調書と供述書に関して「不同意。任意性は争わない。被告人質問を先行されたい。」と証拠意見を述べ、証拠採用に反対するべきとされる。これは、刑事裁判では、当然に被告人質問の実施が予定され、裁判官が被告人から法廷で弁解を直接聞く機会があるから、密室の取調室で取調官が作成した供述調書や取調官が作成を指示した供述書は法廷供述よりも劣後する証拠であり、ベスト・エビデンスではないため関連性（必要性）がない、そうすると、弁護人は、供述調書と供述書の請求と採用に反対するべきである、という理由である。不同意と証拠意見された場合、裁判所は供述調書と供述書の採用は留保して、被告人質問の実施後に証拠採否を決定する。実務では、弁護人の不同意意見を受けて、検察官は被告人質問の実施後に供述調書と供述書の請求を撤回して、裁判所が証拠採用をしないことが多い。

被告人が公訴事実を争い否認する事件では、弁護人は、多くの証拠採用に反対する証拠意見（「不同意」または「異議あり」）を述べる。
検察官は、甲号証のうち被害者や目撃者の供述調書に対して、弁護人から「不同意」との証拠意見が述べられた場合、公訴事実を立証するために被害者や目撃者を証人として請求して呼び出して法廷で尋問することを請求することがある。
弁護人は、否認事件では、検察官請求証拠の乙号証のうち被告人の供述調書と供述書に関して「不同意。」または「不同意。任意性を争う。」と証拠意見を述べ、証拠採用に反対するべきとされる。